# Jean Geoffroy Conrath
Jean Geoffroy Conrath, auch Johann Gottfried Conrath (* 11. Juni 1824 in Straßburg; † 25. Juli 1892 ebenda), war ein deutsch-französischer Architekt und Stadtplaner.

## Leben
Conrath wurde als Sohn des Straßburger Schuhmachers Jean-Frédéric Conrath und dessen Ehefrau Salomé Dorothée Berg geboren. Als 19-Jähriger erhielt er 1843 eine Stelle bei der Stadt Straßburg. Die Stadt schickte ihn 1845 zur Ausbildung an die École des beaux-arts de Paris. Dort war der klassizistische Architekt Louis-Hippolyte Lebas sein Lehrer.
Nach dem Architekturstudium wurde er am 15. Januar 1849 zweiter Stadtbaumeister von Straßburg. Am 20. Dezember 1854 übernahm er von dem ersten Stadtbaumeister Félix Fries (1800–1859) dessen Amt und bekleidete es bis zum 1. Juli 1886. 1852 heiratete er Frédérique Adélaïde Bertrand, die Tochter des Rentners Abraham Bertrand und dessen Ehefrau Frédérique Schwing. Trauzeuge war Frédéric Auguste Fries, Architekt und Freund der Ehepartner.

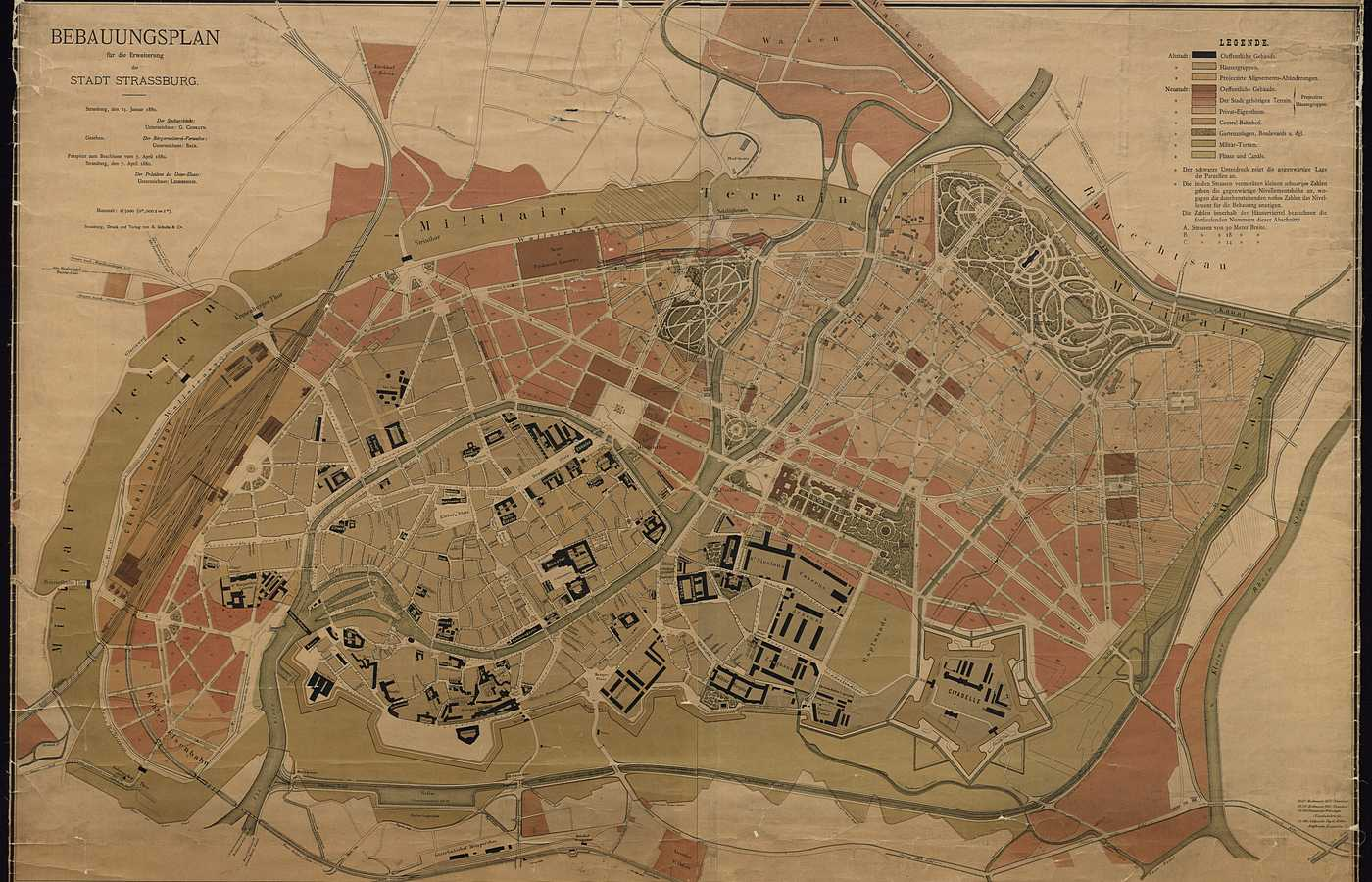
Bebauungsplan für die Erweiterung der Stadt Straßburg, 1880

Im Zweiten Kaiserreich plante und leitete er den Bau der Brücken Saint-Guillaume und Saint-Étienne, die Reparatur der überdachten Brücken sowie den Bau der Schulen Saint-Guillaume (1856) und Sainte-Madeleine (1869), der Medizinischen Fakultät (1868), des Quai Saint-Nicolas, der städtischen Schlachthöfe (1860) sowie der katholischen Kirchen Saint-Louis (1857–1859) und Saint-Pierre-le-Vieux (1867–1873) und der protestantischen Kirche in Robertsau (1864).
Nach dem Deutsch-Französischen Krieg, in dessen Verlauf Straßburg belagert und beschädigt worden war, galt seine Tätigkeit dem Wiederaufbau und der Restaurierung zerstörter Bereiche, insbesondere der Wiederherstellung der Straßburger Oper (1871–1873), der Aubette (1873–1875) und der Präfektur (1877). Als sein bedeutendstes Werk gilt die an Pariser Konzepten von Georges-Eugène Haussmann orientierte Planung des wilhelminischen Straßburger Gründerzeitviertels Neustadt. Zusammen mit August Orth präsentierte er 1875 hierzu erste Entwürfe.
Conrath galt als anerkannter Fachmann für moderne Stadterweitungsplanungen. Zusammen mit Josef Stübben und Franz Andreas Meyer begutachtete er 1884 einen Stadtentwicklungsplan Düsseldorfs.